# Hugh Talbot Patrick

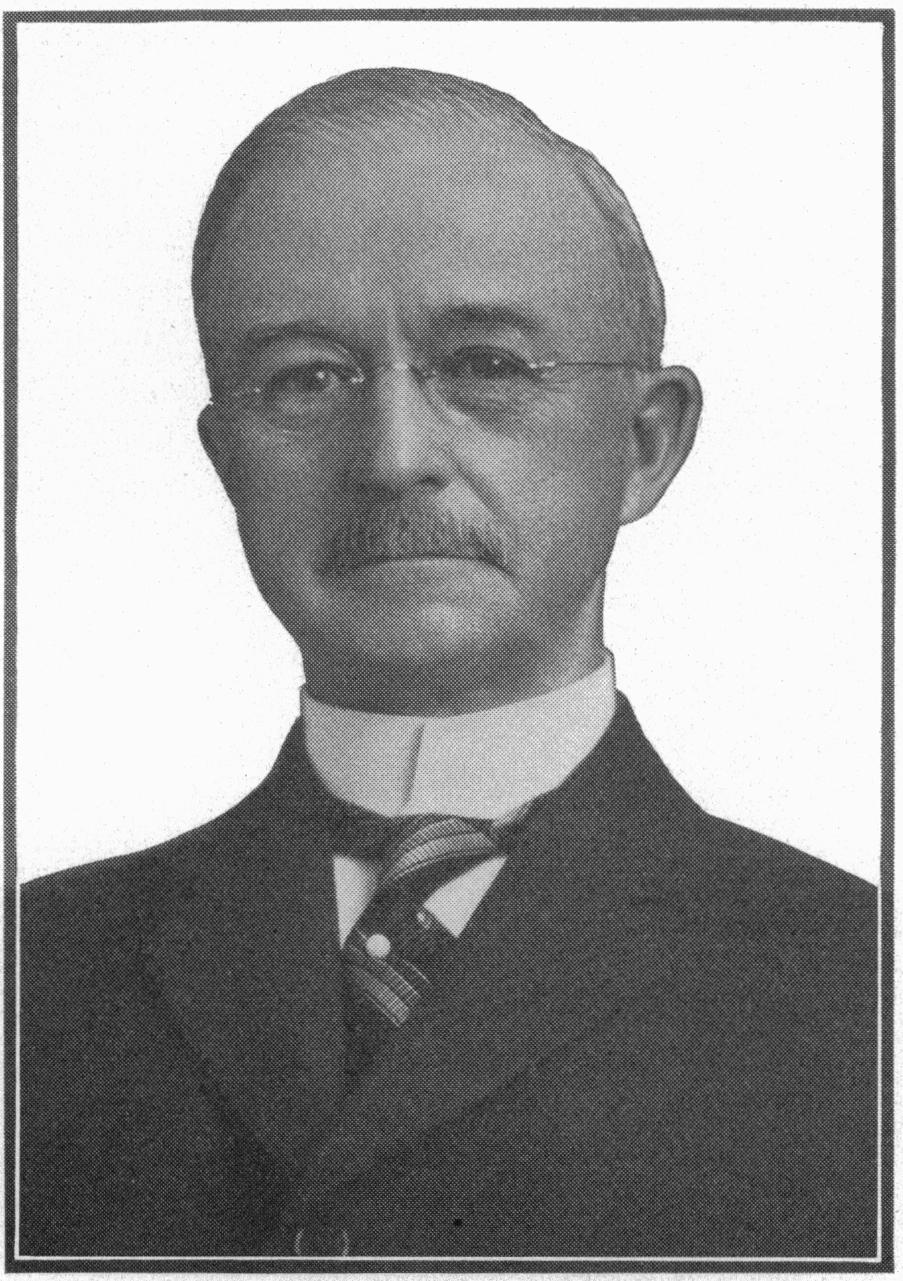
Hugh Talbot Patrick

Hugh Talbot Patrick (ur. 11 maja 1860 w New Philadelphia, zm. 5 stycznia 1939) – amerykański neurolog. 

## Życiorys
Studiował medycynę w Wooster i Nowym Jorku, w 1884 roku został doktorem medycyny. Od 1891 do 1894 roku studiował neurologię i psychiatrię w Europie, między innymi w klinice Emanuela Mendla w Berlinie. W 1896 roku został profesorem neurologii w Poliklinice Chicago. Od 1899 roku profesor na Northwestern University. Przewodniczący American Neurological Association w 1907 roku. Członek American Medical Association, New York State and County Association, New York State and County Society, Medical Society of Greater New York.
Zmarł na nowotwór żołądka w 1939 roku.
28 kwietnia 1896 poślubił Fannie E. Gary, córkę Josepha E. Gary'ego, sędziego sądu najwyższego w Chicago. Mieli troje dzieci: Talbota, Catherine i Elizabeth.
Wprowadził do medycyny test, znany jako test Patricka.

## Wybrane prace
- The Bryson Symptom in Exophthalmic Goitre (1895)
- Remarks on Spinal Irritation (1897)
- Anaesthesia of the Trunk in Locomotor Ataxia (1897)
- Parkinson's Disease. A Clinical Study of One Hundred and Forty-six Cases
- William L. Baum, Hugh Talbot Patrick. Skin and venereal diseases, nervous and mental diseases. Year Book Publishers, 1903